# 1549
Відродження •  Реформація •  Доба великих географічних відкриттів •  Ганза

## Геополітична ситуація
Османську державу очолює Сулейман I Пишний (до 1566). Імператором Священної Римської імперії є Карл V Габсбург (до 1555). У Франції королює Генріх II Валуа (до 1559).
Середню частину Апеннінського півострова займає Папська область. Неаполітанське королівство на півдні захопила Іспанія. Венеціанська республіка залишається незалежною, Флорентійське герцогство, Генуя та герцогство Міланське входять до складу Священної Римської імперії.
Іспанським королівством править Карл I (до 1555). В Португалії королює Жуан III Благочестивий (до 1557).
Едуард VI є королем Англії (до 1553). Королем Данії та Норвегії — Кристіан III (до 1559). Королем Швеції — Густав I Ваза (до 1560). Королем частини Угорщини та Богемії є римський король Фердинанд I Габсбург (до 1564). На більшій частині Угорщини править Янош II Жигмонд Заполья як васал турецького султана за регентства матері Ізабелли Ягеллонки. Королем Польщі та Великим князем литовським є Сигізмунд II Август (до 1572).
Галичина входить до складу Польщі. Волинь належить Великому князівству Литовському. Московське князівство очолює Іван IV (до 1575).
На заході євразійських степів існують Казанське ханство, Кримське ханство, Астраханське ханство, Ногайська орда. Єгипет захопили турки. Шахом Ірану є сефевід Тахмасп I.
У Китаї править династія Мін. Значними державами Індостану є Імперія Великих Моголів, Біджапурський султанат, Віджаянагара. В Японії триває період Муроматі.
Триває підкорення Америки європейцями. На завойованих землях ацтеків існує віцекоролівство Нова Іспанія, на колишніх землях інків — Нова Кастилія.

## Події

### В Україні
- Калуш отримав магдебурзьке право.
- Письмові згадки про села Буданів (Теребовлянський район), Звиняч (Чортківський район) на сучасній Тернопільщині.
- Татарський набіг, пограбовано Житомир, Тернопіль не здолали.

### У світі
- Цар Росії Іван IV скликав у Москві земський собор і розпочав реорганізацію управління країною: створення приказів, корпусу стрільців, обмеження влади бояр тощо.
- 10 листопада у Римі у віці 83-х років помер папа римський з 1534 року Павло III. Конклав, що мав обрати нового папу, затягнувся.
- Імператор Карл V Габсбург оголосив Прагматичну санкцію, що виокремила Сімнадцять провінцій (Нідерланди) в окрему сутність, що стала спадковим володінням Габсбургів.
- Петер Канізій розпочав контрреформацію в Баварії.
- В англійських церквах запроваджено «Книгу загальних молитов». У зв'язку з цим на заході країни спалахнули бунти. Йомен Роберт Кетт очолив повстання в Східній Англії проти обгороджування. Обидва повстання було придушено.
- Спалахнула нова війна між Англією та Францією.
- Почалася регулярна торгівля між португальцями та Китаєм династії Мін.
- Місіонер-єзуїт Франциск Ксав'єр прибув у Японію.
- Засновано місто Сальвадор, першу столицю Бразилії.

## Народились
Докладніше: Народилися 1549 року
- 2 листопада — Анна Австрійська (1549—1580), старша донька Максиміліана II.

## Померли
Докладніше: Померли 1549 року